# Whitehaven Beach

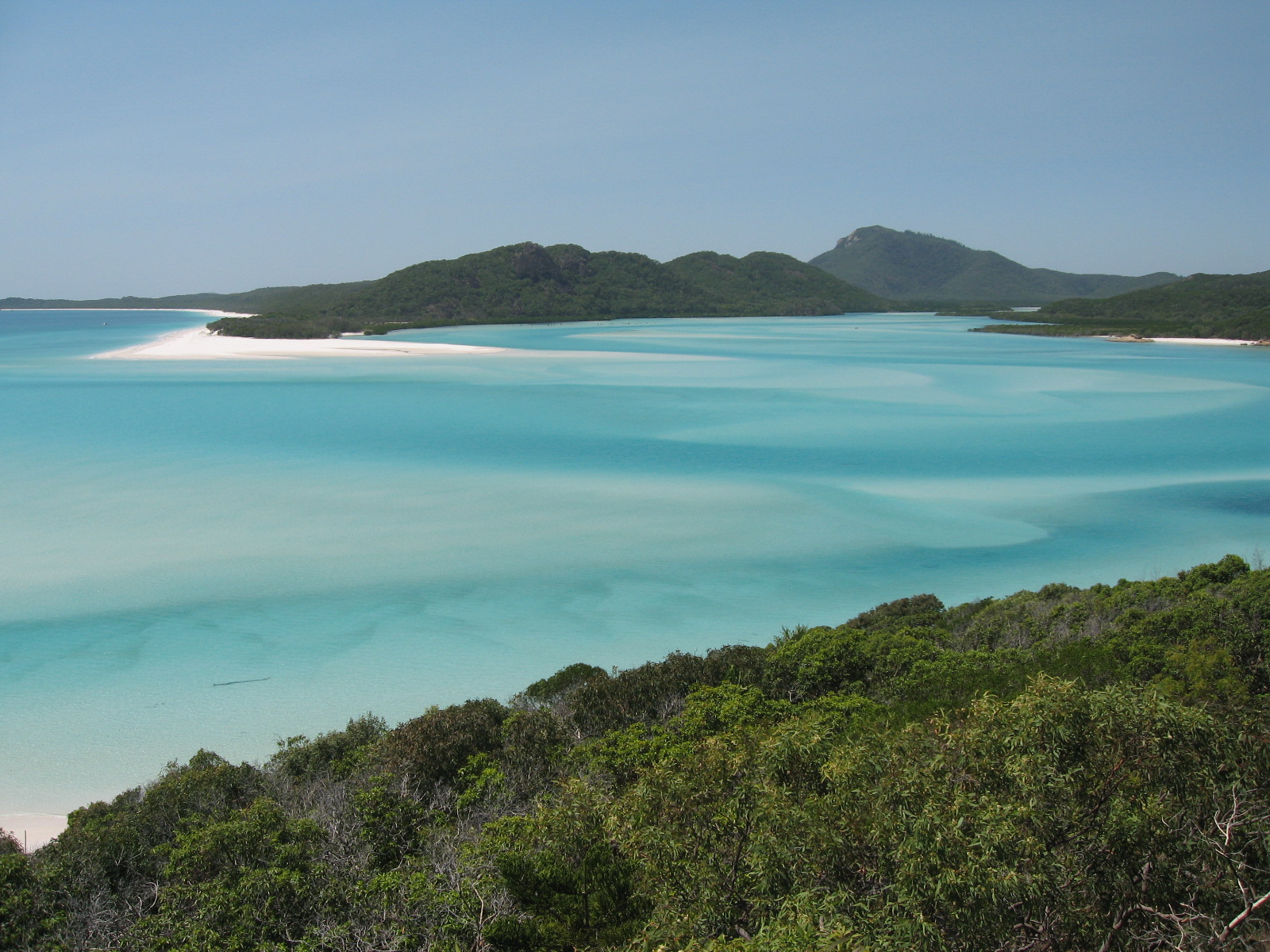
Whitehaven Beach

Whitehaven Beach are nisipul cu un procent de cuarț de 99,7 % din care cauză este ștrandul cel mai alb din lume. El este situat pe coasta de est a Australiei în statul Queensland pe insula Whitsunday Island. Ștrandul se află pe coasta de est a insulei și se întinde pe o lungime de 8 km.
Teritoriul insulei este declarat parc național de aceea în afară de locurile unde se pot amplasa corturi nu există nici o clădire pe insulă fiind însă vaporașe care vin zilnic de pe continent.
Coordonate: 20° 16′ 34″ S, 149° 2′ 4″ E